# Acronicta chionochroa
Acronicta chionochroa là một loài bướm đêm trong họ Noctuidae.